# Faeto
Faeto (Faìt in dialetto faetano) è un comune italiano di 617 abitanti della provincia di Foggia in Puglia.
Unitamente al comune limitrofo di Celle di San Vito costituisce l'unica minoranza francoprovenzale dell'Italia centro-meridionale.

## Geografia fisica
Situato sui monti della Daunia, nell'alta valle del Celone, Faeto è il secondo comune più elevato della regione Puglia. Il centro abitato si erge infatti a un'altitudine di 820 m s.l.m. sul confine regionale con la Campania (province interne di Avellino e di Benevento).
Nel territorio di Faeto sorgono le alture del monte Cornacchia (la vetta più alta della Puglia con i suoi 1151 m), monte Difesa (1062 m), monte San Vito (1015 m) da cui sono visibili il promontorio del Gargano, il golfo di Manfredonia nonché la pianura del Tavoliere delle Puglie.
Il bosco di Faeto, una grande selva naturale d'alto fusto con vegetazione mista a dominanza di faggi e cerri, si sviluppa alle spalle del centro abitato.
Il territorio comunale, attraversato dalla linea spartiacque appenninica, si estende anche sul versante tirrenico fino a comprendere le sorgenti del fiume Miscano, affluente dell'Ufita.

## Origini del nome
Presso l'attuale Faeto vi erano, in epoca medievale, un cenobio benedettino Sancti Salvatoris de Fageto e un monastero Sanctae Mariae de Faieto o Fageto. Il toponimo Faieto o Fageto o anche Faìto, derivato dall'abbondante vegetazione naturale a dominanza di faggio, diede dunque il nome al paese.

## Storia
Il comune è citato per la prima volta nel 1343, in un atto del giustiziere di Capitanata, mentre nel 1354 la regina Giovanna d'Angiò assegna Faeto alla diocesi di Troia.
Agli inizi del 1440 Faeto perse la sua autonomia e venne annesso alla baronia della Valmaggiore, che comprendeva anche Castelluccio e Celle di San Vito.
La baronia appartenne, nel corso dei secoli, a diversi casati, fra i quali spiccano i Carafa e i Caracciolo; sarà soltanto agli inizi dell'Ottocento che, abolito il feudalesimo, il comune riacquisterà la piena autonomia.
Fino al Settecento Faeto appartenne al Principato Ultra, e nel quadriennio 1743-46 fu soggetto alla competenza territoriale del regio consolato di commercio di Ariano.

## Società

### Evoluzione demografica
Abitanti censiti

### Lingue e dialetti
Insieme al contiguo centro di Celle di San Vito forma l'unica minoranza linguistica francoprovenzale in Puglia, riconosciuta dallo
stato italiano mediante la legge n. 482 del 1999. Trattandosi di un'importante isola linguistica vi sono stati molteplici studi sull'argomento; in particolare vi è una bibliografia di ricerca sul dialetto faetano che fa parte del progetto Heritage Language Variation and Change in Toronto, Canada. Faeto confina inoltre (sul lato meridionale) con un'altra isola linguistica, quella arbëreshë di Greci.

## Cultura

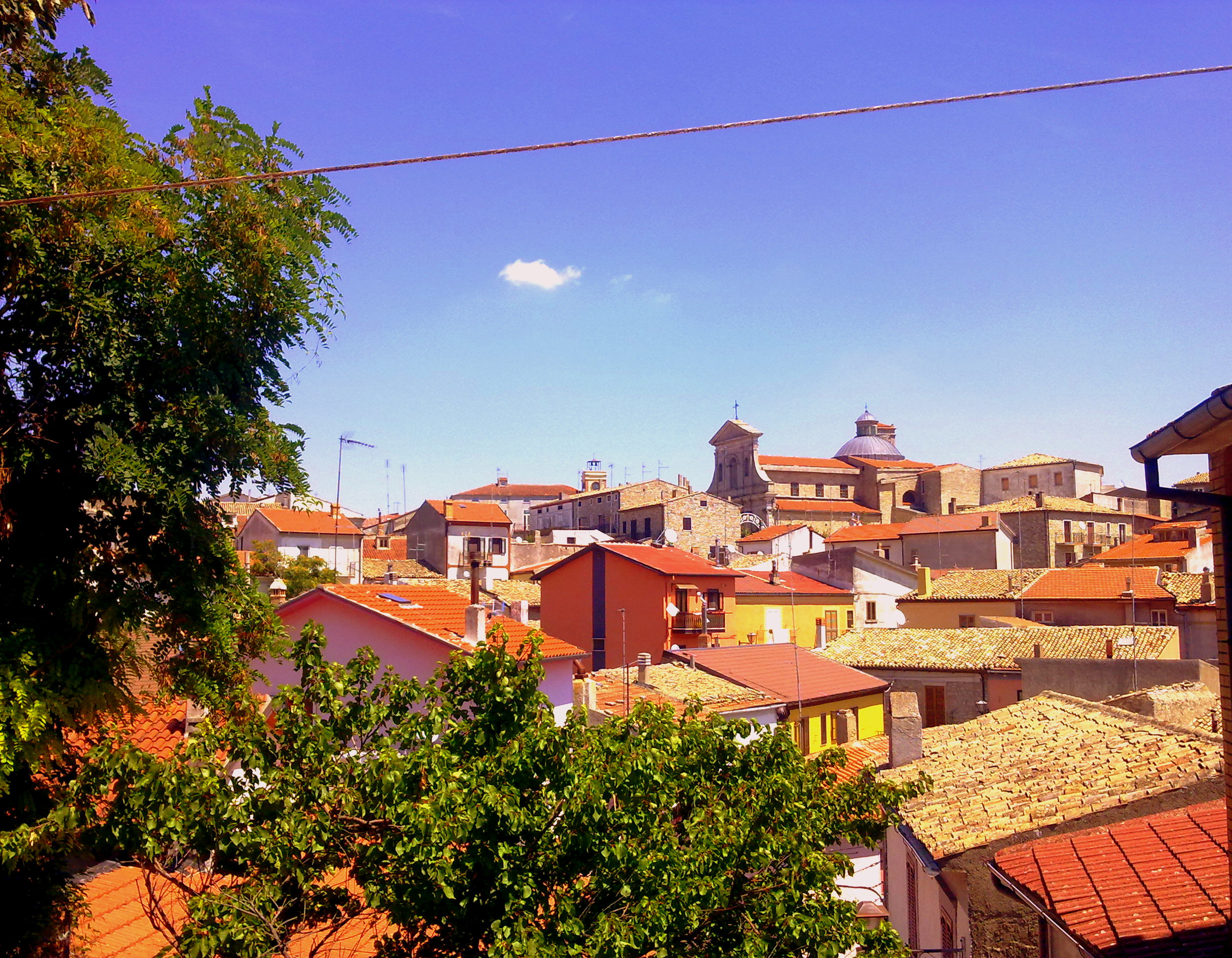
Veduta del centro storico

### Musei
Nel cuore del centro storico di Faeto, all'interno della quattrocentesca Casa del Capitano, sono ospitati il Museo etnografico della civiltà francoprovenzale e il Museo civico del territorio. Al loro interno sono custoditi molti reperti legati all'antica cultura agro-pastorale, analoga a quella della vicina Celle di San Vito ma ben differenziata da quelle delle realtà circostanti.

### Eventi
La prima domenica di febbraio e di agosto si tiene la festa del prosciutto di Faeto (Fféte de lu Cajunne in dialetto faetano), in auge fin dal secondo dopoguerra.

## Geografia antropica

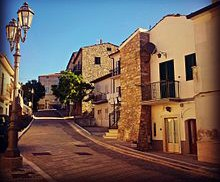
Via Regina Margherita

Il centro abitato si estende sul versante orientale del monte Difesa, ad altitudini comprese fra i 798 e gli 866 m s.l.m., laddove l'intero territorio comunale si estende fra i 603 e i 1151 metri di altitudine.
A sud del centro abitato vi è lo storico casale San Vito, situato alle falde del monte omonimo, con una fontana e i ruderi della chiesa. Il casale è ubicato lungo il tratturello Camporeale-Foggia, il cui percorso ricalca quello dell'antica via Traiana e della medievale via Francigena. Nei pressi è possibile ammirare il Castiglione, un'altura scoscesa sulla quale sorgeva, in epoca medievale, una grande fortezza: il castello di Crepacore (Castrum Crepacordis secondo i documenti dell'epoca).
Alla fine del Novecento, lungo la strada che conduce a San Vito, è sorto un grande complesso turistico.
Un'altra rilevante struttura ricettiva è sorta nel bosco di Faeto, una grande selva naturale di faggi e querce che si estende a ovest del centro abitato, cinto da alte montagne.

## Economia

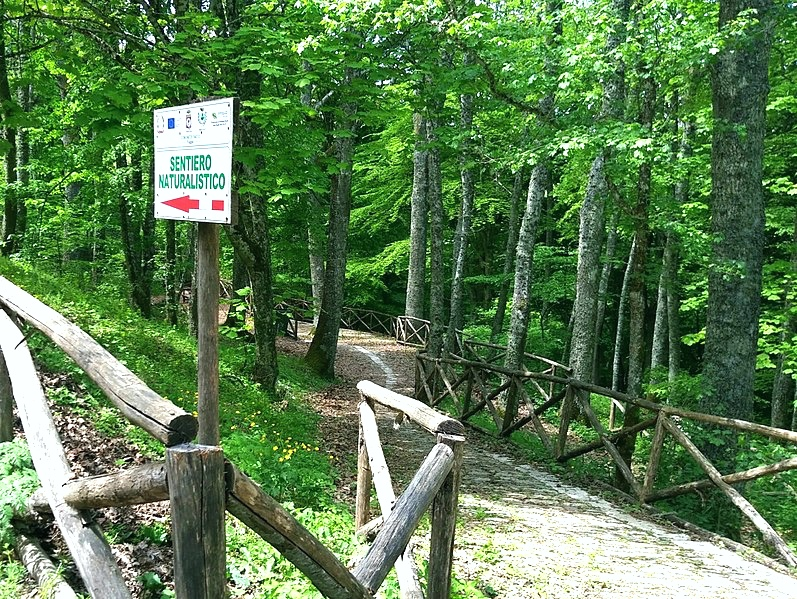
Una veduta del bosco di Faeto lungo il versante nord del monte Difesa

### Agricoltura
L'agricoltura e l'attività silvo-pastorale rappresentano da sempre le basi dell'economia locale. Di grande rilievo è soprattutto la produzione di salumi e, in particolare, del prosciutto di Faeto. Ottenuto da allevamenti suini allo stato brado, questo prosciutto crudo si fregia del marchio di prodotto agroalimentare tradizionale. Un evento rilevante a tema è la Fet' d' lu cajunn che si tiene ogni sei mesi, la prima domenica di febbraio e la prima domenica di agosto.

### Turismo

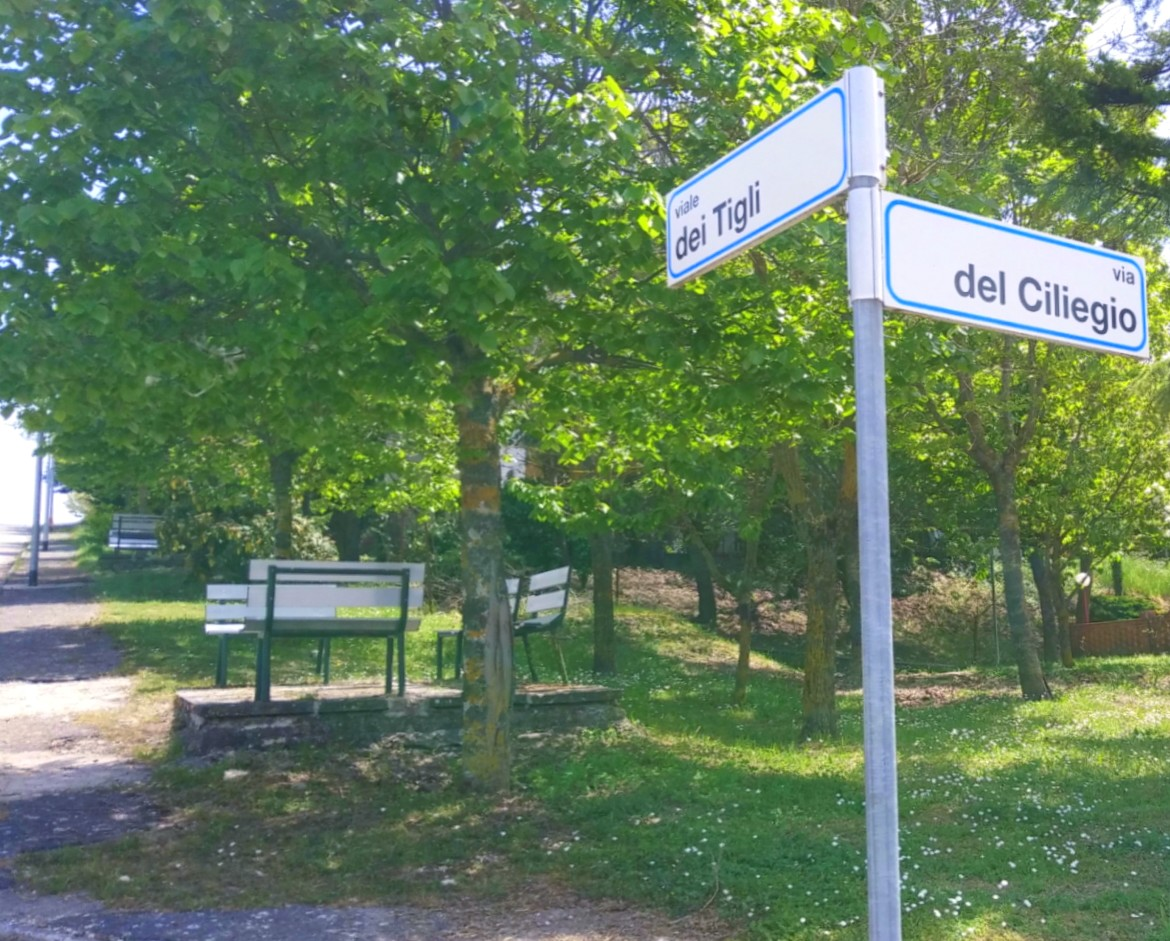
Uno scorcio del villaggio turistico

Per via delle condizioni climatico-ambientali ben diverse da quelle del resto della regione, il comune può contare su di un buon afflusso di turisti. Nell'ambito del territorio comunale sono presenti un villaggio turistico e alcune strutture ricettive.

## Amministrazione
Di seguito è presentata una tabella relativa alle amministrazioni che si sono succedute in questo comune.
| Periodo         | Periodo          | Primo cittadino           | Partito                                    | Carica      | Note   |
| --------------- | ---------------- | ------------------------- | ------------------------------------------ | ----------- | ------ |
| 10 giugno 1985  | 7 giugno 1990    | Savino Vincenzo Rubino    | Democrazia Cristiana                       | Sindaco     | [ 20 ] |
| 7 giugno 1990   | 24 aprile 1995   | Savino Vincenzo Rubino    | Democrazia Cristiana                       | Sindaco     | [ 20 ] |
| 4 aprile 1995   | 30 dicembre 1995 | Savino Vincenzo Rubino    |                                            | Sindaco     | [ 20 ] |
| 11 gennaio 1996 | 10 giugno 1996   | Ernesto Liguori           | Democrazia Cristiana                       | Sindaco     | [ 20 ] |
| 10 giugno 1996  | 17 aprile 2000   | Vito Salvatore Carosielli | Partito Popolare Italiano                  | Sindaco     | [ 20 ] |
| 17 aprile 2000  | 5 aprile 2005    | Antonio Marella           | centro                                     | Sindaco     | [ 20 ] |
| 5 aprile 2005   | 30 marzo 2010    | Antonio Marella           | patto                                      | Sindaco     | [ 20 ] |
| 30 marzo 2010   | 7 dicembre 2011  | Giuseppe Cocco            | lista civica                               | Sindaco     | [ 20 ] |
| 7 dicembre 2011 | 7 maggio 2012    | Nicolina Miscia           |                                            | Comm. pref. | [ 20 ] |
| 7 maggio 2012   | 25 maggio 2017   | Antonio Melillo           | lista civica Per Faeto                     | Sindaco     | [ 20 ] |
| 25 maggio 2017  | 10 giugno 2018   | Carmela Palumbo           |                                            | Comm. pref. | [ 21 ] |
| 10 giugno 2018  | 15 maggio 2023   | Michele Pavia             | lista civica Trasparenza e riconciliazione | Sindaco     | [ 20 ] |
| 15 maggio 2023  | in carica        | Michele Pavia             | lista civica trasparenza e riconciliazione | sindaco     |        |